# 샤를 1세 달브레
샤를 1세 달브레 드 드뢰 백작(프랑스어: Charles I d'Albret, comte de Dreux: 1368년 12월-1415년 10월 25일)은 프랑스의 귀족, 군인이다. 1402년-1415년 프랑스 대무관장을 역임했다. 아쟁쿠르 전투 때 대무관장으로서 프랑스군 총사령관이었으며 헨리 5세가 이끄는 잉글랜드군에게 패하여 죽었다.
샤를의 딸 잔 달브레는 가스통 4세 드 푸아 백작(나바라 왕국 푸아 왕가의 조상)의 모친이며 가스톤 아 비아나 공과 장 드 나르본 자작의 조모이다. 이후 샤를의 후손은 나바라의 왕과 여왕이 된다.

## 같이 보기
- 알브레